# Valencisse
Valencisse is een gemeente in het Franse departement Loir-et-Cher (regio Centre-Val de Loire). De plaats maakt deel uit van het arrondissement Blois. Valencisse is op 1 januari 2016 ontstaan door de fusie van de gemeenten Molineuf en Orchaise. Op 1 januari werd de per die datum opgeheven gemeente Chambon-sur-Cisse aan Valencisse toegevoegd. Valencisse telde op 1 januari 2022 2.329 inwoners.

## Geografie
De oppervlakte van Valencisse bedroeg op 1 januari 2022 43,76 vierkante kilometer; de bevolkingsdichtheid was toen 53,2 inwoners per km².

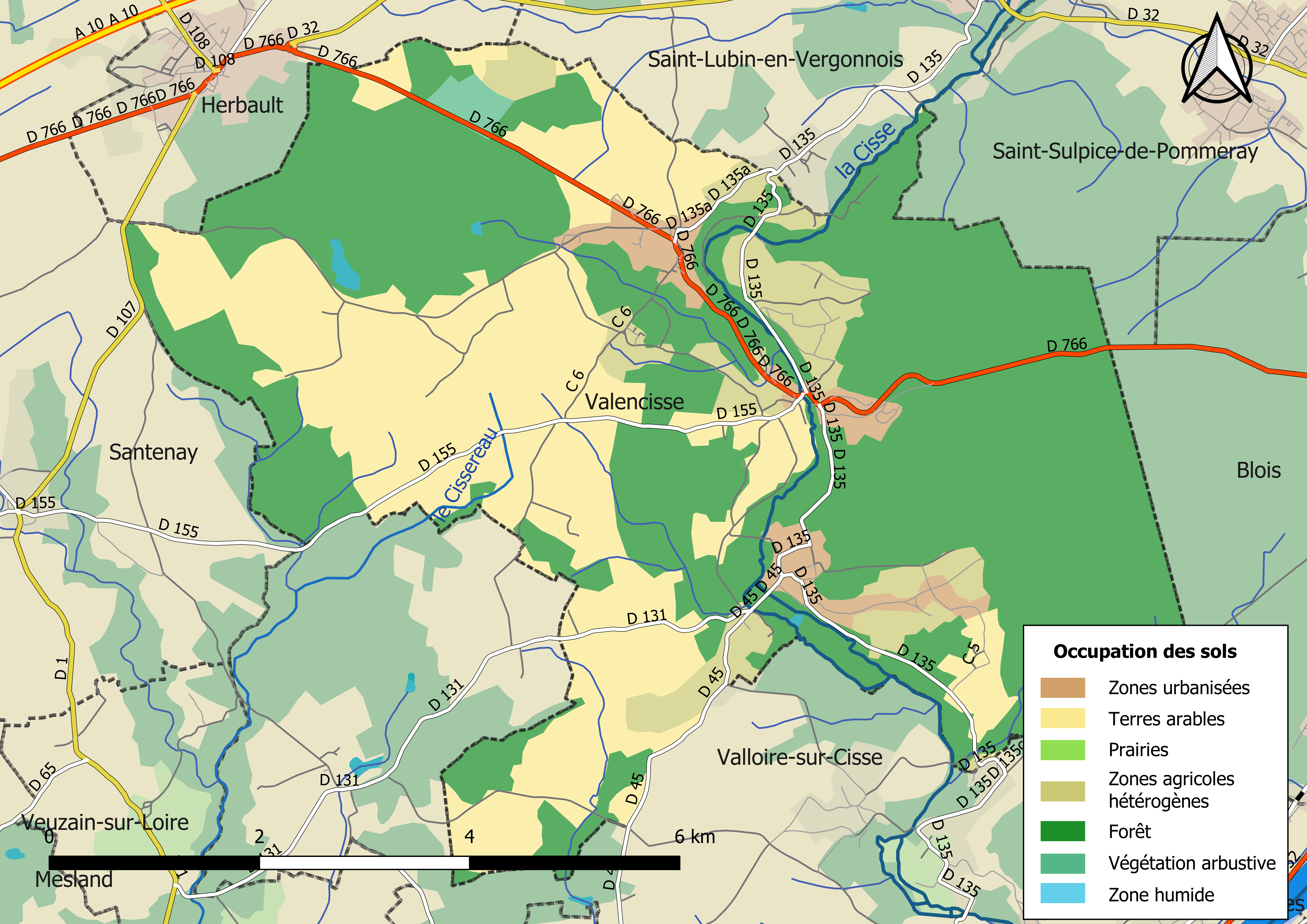
Kaart van de gemeente met de belangrijkste infrastructuur, bodemgebruik en omliggende gemeenten